# Saspires

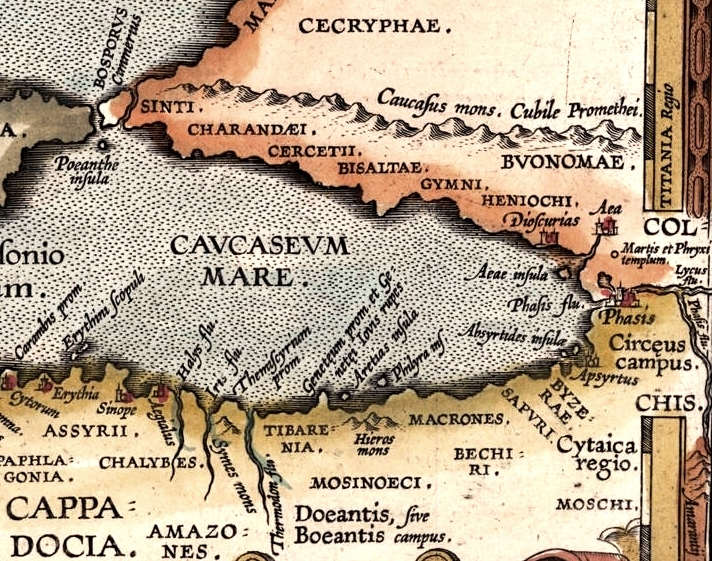
Mapa de Abraham Ortelius de 1624 donde aparece la posible ubicación de los sapires.

Los saspires o sapires eran los miembros de un pueblo de la Antigüedad que vivían en una zona del noreste de Anatolia, en las proximidades del Cáucaso. 
Apolonio de Rodas los menciona entre los territorios junto a los que debían pasar los Argonautas en su viaje hacia la Cólquide en busca del vellocino de oro. El autor los ubica en las proximidades de los bequires y de los biceres.
Heródoto los cita entre los pueblos tributarios de los persas. Pertenecían a una demarcación tributaria que compartían con los matienos y los alarodios, que debía aportar doscientos talentos. En otros pasajes los nombra entre los medos, que se ubicaban al sur de ellos y los colcos, al norte. Formaron parte de la expedición que Jerjes realizó en el 480 a. C. contra Grecia. Los saspires y los alarodios estuvieron bajo el mando de Masistio en esta expedición. Se contaba que iban armados, al igual que los colcos, con yelmos de bronce, escudos, lanzas cortas y dagas.